# Тіні Ваґнер
Тіні Ваґнер (нід. Tini Wagner, 17 грудня 1919 — 2 червня 2004) — нідерландська плавчиня.
Олімпійська чемпіонка 1936 року.